# Афанасий (Динкэ)
Епи́скоп Афана́сий (рум. Episcopul Atanasie, в миру Александру Динкэ, рум. Alexandru Dincă; 22 декабря 1896  [3 января 1897], Черника — 6 января 1973, Кэлдэрушанский монастырь, Илфов) — епископ Румынской православной церкви, епископ Бэрлендский.

## Биография
Родился 22 декабря 1896 года в семье, которая дала Церкви много священников и монахов, а его родители, Константин и Елена, воспитывали его в духе веры предков. С детства он отличился прекрасным певческим талантом.
В 1911—1914 годы учился в школе церковных певчих в Бухаресте, после чего он был певцом в церквях «Olari» и «Св. Пятница-Херяска» из Бухареста. Продолжил учёбу в семинарии имени митрополит Нифона. В 1915 году после сурового послушания (согласно его собственным признаниям) был пострижен в монашество в Монастыре Тисмана. В 1915—1916 годы служил диаконом в Рымникской епархии. В 1916—1918 годы он был исповедующим священником в военном госпитале «Василе Лупу» и на медицинском факультете в Яссах.
Священник в Кымпурелу, жудец Джурджу, и Арцари, жудец Ялаломица (1919—1923), священник и великий экклесиарх в кафедральном соборе города Констанцы (1923—1924), духовник духовной семинарии им. митрополита Нифона и преподаватель в школе церковных певчих в Бухаресте (1924—1928), вновь великий экклесиарх в кафедральном соборе города Констанцы, экзарх (благочинный) монастырей Томисской епархии и директор-профессор Школы церковных певцов там (1928—1931), настоятель в Монастырях Джурджу, затем в Кэлдэрушани, директор и директор школы церковных певцов при нём (1928—1931). Поступил на богословский факультет в Бухаресте, который окончил в 1933 году, защитив диссертацию «Столп христианской проповеди в православной церкви: св. Феодор Студит», получив оценку «Magna cum laude».
В 1936—1939 годы настоятель монастыря Гигиу. В 1938—1943 годы — экзарх (благочинный) монастырей Бухарестской архиепархии. В 1939—1941 годы — настоятель монастыря Кэлдэрушани. В 1941—1943 годы — настоятель Монастыря Черника.
1 ноября 1943 года был избран викарным архиереем Патриарха Румынского с титулом «Бэрлендский». 12 декабря того же года в Патриаршем соборе в Бухаресте состоялась его епископская хиротония, которую совершили: Патриарх Румынский Никодим, епископ Вениамин (Почитан) и епископ Силитренский Галактион (Кордун).
Патриарх Румынский Феоктист, который служил некоторое время при нём диаконом, описывал епископа Афанасия как знатока музыки и ведущего протопсалта, композитора и блестящий служителя, который превратил обычное богослужение или церковное освящение в настоящий и редкий праздник. «Когда он произнес слова „Doamne, Doamne…“ (Господи, Господи), это было так, как будто вы видели, как небо спускается на землю, и ангелы пели в хоре с литургисающим иерархом».
21 апреля 1945 года назначен временным управляющим Рымникской епархией. 11 марта 1948 года епископ Иосиф был уволен на покой. Временным управляющим Рымникской епархии вместо него был назначен епископ Иосиф (Гафтон).
1 апреля 1948 года до 1949 года служил игуменом в церкви «Domnita Bălaşa» в Бухаресте. Затем несколько лет был учитель церковной музыки в монашеской семинарии в монастыре Нямц. 17 февраля 1950 года Священный Синод Румынской православной церкви постановил уволить епископа Парфения с поста патриаршего викария, начиная с 1 марта того же года
После выхода на покой он поселился в монастыре Кэлдэрушани, где скончался 6 января 1973 года.